# Фазыл Ахмед-паша
Фазыл Ахмед-паша (тур. Fazıl Ahmed-paşa; 1635 — 3 ноября 1676) — великий визирь Османской империи из династии Кёпрюлю. Получил прозвище «Дипломат».

## Биография

### Происхождение и ранние годы
Фазыл Ахмед-паша был сыном великого визиря Мехмед-паши и Айше Ханым, дочери местного воеводы Юсуф-аги. В возрасте 7 лет вместе с отцом переехал в Стамбул, где получил образование в медресе. В возрасте 16 лет стал преподавать в медресе и преподавал в течение 10 лет, пока по совету отца не оставил эту профессию. 
Фазыл Ахмед-паша перешёл на государственную службу и в 1659 году был назначен губернатором провинции Эрзурума и Дамаска. В Дамаске он был популярен у простого народа, добившись снижения налогов, а также заставил богатейшие семьи заплатить налоги в государственную казну.

### Великий визирь
В 1661 году, чувствуя приближение смерти, отец вызвал его к себе и сделал своим заместителем, а после смерти отца стал великим визирем. Летом 1663 года началась австро-турецкая война и османская армия под командованием Фазыл Ахмед-паши захватила Нове-Замки и вернулась в Белград на зимние квартиры. Зимой 1664 года австрийская армия перешла в наступление и осадила Сигетвар и Канижу, захватила Дьёр и Нитру. Фазыл Ахмед-паша отправился в новый поход, в результате которого были захвачены несколько крепостей, но 1 августа османская армия потерпела поражение в битве при Сентготтхарде. 10 августа того же года был заключён Вашварский мир, по которому требования Османской империи были удовлетворены.
Первым делом Фазыл Ахмед-паша попытался вывести из тупика противостояние с Венецией на Крите и в мае 1666 года во главе 70 000 солдат отправился на Крит. В мае 1667 года началась осада Ираклиона, оборону которого возглавлял Франческо Морозини. Осада продолжалась в течение двух лет и закончилась в сентябре 1669 года, когда после нескольких дней переговоров венецианцы решили сдать Ираклион, а также передать Османской империи Крит, за исключением нескольких замков. Фазыл Ахмед-паша разрешил Морозини, солдатам гарнизона и жителям города покинуть город, забрав движимое имущество. В Ираклионе была построена мечеть, а летом 1670 года Фазыл Ахмед-паша вернулся в Эдирне.
В июне 1672 года Фазыл Ахмед-паша выступил во главе армии, поскольку шла очередная польско-турецкая война. 27 августа 1672 года османская армия взяла Каменец-Подольский. Речь Посполитая была вынуждена заключить с Османской империей Бучачский мир, по которому Османская империя получила Подолию. Мирный договор не был одобрен сеймом и война возобновилась. В ноябре 1673 года произошла Хотинская битва, которая завершилась поражением турецкой армии и взятием Хотина. В этой битве войско Речи Посполиты поддерживали войска Валахии и Молдавии. Летом 1674 года выступил в военный поход вместе с султаном Мехмедом IV; были захвачены Копнице и Ладыжин. Новый король Польши Ян III Собеский отправил к нему посла для переговоров по возвращении Подолии, но великий визирь отослал назад посла с письмом.
Скончался 3 ноября 1676 года в возрасте 41 года, вероятно от цирроза печени. Его тело было доставлено в Стамбул и погребено в гробнице своего отца. 

## Личность и благотворительность
Современники описывали его, как «умеренного, терпимого, терпеливого, решительного и дальновидного» и он был покровителем науки и покровительствовал художникам. По его приказу в Ираклионе, Каниже и Уйваре были построены мечети, а также караван-сарай в Измире. Был коллекционером ценных книг, которые были пожертвованы библиотеке, которую он основал рядом со своим особняком в Чемберлиташе.